# اسکار دومینگز
اسکار دومینگز (اسپانیایی: Óscar Domínguez‎؛ زاده ۳ ژانویهٔ ۱۹۰۶ – درگذشته ۳۱ دسامبر ۱۹۵۷) نقاش و مجسمه‌ساز جنبش هنری فراواقع‌گرایی اهل اسپانیا بود.